# Tierp
Tierp ist ein Ort (tätort) in der schwedischen Provinz Uppsala län und der historischen Provinz Uppland. Er ist Hauptort der gleichnamigen Gemeinde.
Der Ort am Tämnarån liegt zwischen Uppsala und Gävle an der Europastraße 4, deren Teilstück am 17. Oktober 2007 eingeweiht wurde. Die Bahnlinie des Upptåget führt durch den Ort.

## Persönlichkeiten
- Kristina Lugn (1948–2020), Autorin und Mitglied der Schwedischen Akademie
- Helene Söderlund (* 1987), Skilangläuferin